# Wennebek
Die Wennebek ist ein Fluss im Kreis Rendsburg-Eckernförde im deutschen Bundesland Schleswig-Holstein. Der Fluss hat eine Länge von ca. 3 km, hat seinen Ursprung als Abfluss des Borgdorfer Sees bei Borgdorf-Seedorf und mündet südlich von Langwedel in den Brahmsee.
In ihrer Niederung befindet sich das Naturschutzgebiet Wennebeker Moor und Wennebekniederung, das von verschiedenen Landschaftselementen geprägt ist. Neben den Feuchtwiesen und Seggensümpfe am Flusslauf sind dies Trockenrasen und Heideflächen auf den angrenzenden Höhenrücken sowie das Wennebeker Moor.